# Farstanäset
Farstanäset är en stadsdel i Söderort inom Stockholms kommun. Den är obebodd, tillhör Farsta stadsdelsområde och ligger inom Farsta distrikt. Den har vattengräns i sjön Magelungen till stadsdelarna Fagersjö och Farsta strand, i söder gränsar den till Mellansjö och Svartvik i Huddinge kommun. Farstanäset har direkt landförbindelse för biltrafik via Huddinge kommun. Från Farstasidan finns en 200 meter lång bro för gång- och cykeltrafik, Farstanäsbron, tidigare kallad "Militärbron". 

## Historik
Farstanäset är en gammal kulturbygd, gravhögar från folkvandrings- och vikingatiden visar att det bodde människor här i över tusen år. Näset och hela området var odlingsbygd med ett 1700-talstorp som lydde under Farsta gård. Man kan hitta rester av husgrunder och förvildade trädgårdsväxter och fruktträd. I en klippa vid Magelungen finns ännu en stor järnkrok som var fäste för en linfärja mellan näset och fastlandet. År 1912 köptes området av Stockholms stad. Den enda byggnaden som finns kvar från denna tid är en stor rödfärgad hölada. Ladan renoverades i slutet av 1990-talet.

## Natur och fritid
Farstanäset är en kuperad halvö som sticker ut i Magelungen. Längden uppgår till cirka 1 500 meter och bredden som mest 470 meter. Djurlivet och naturen uppvisar stor rikedom. Här finns bland annat rådjur, räv, grävling, mård och hermelin. Kring den gamla höladan står några åldriga ekar.
På 1930-talets slut anlade Stockholms stad en tältplats och upplät tält i organiserade former för semesterhungriga stockholmare. De sommarboende fick även masonitskivor med vilka de byggde tillfälliga små sommarstugor som målades gröna. Efter sommaren nedmonterades de igen. Med tiden blev masonitsstugorna permanenta, några enstaka ursprungliga masonithus finns ännu kvar och de utgör idag ett viktigt dokument över gångna tiders semester.
Farstanäset är numera obebodd, men mellan 1977 och 1981 fanns här upp till nio permanentboende personer. Här finns en skidbacke med 30 meters fallhöjd. OK Södertörn har sin klubbstuga på Farstanäset.

## Bilder

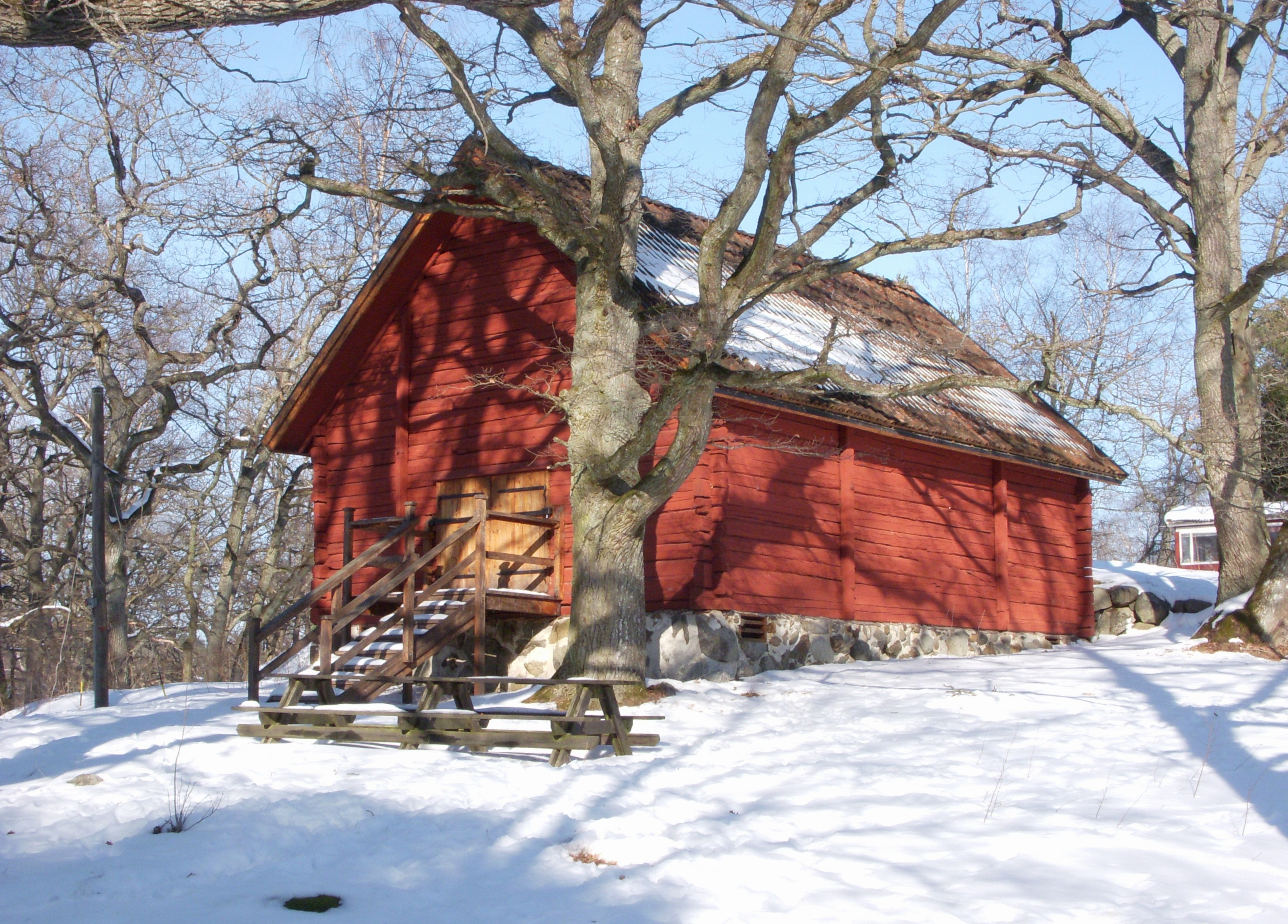
Höladen från 1700-talet
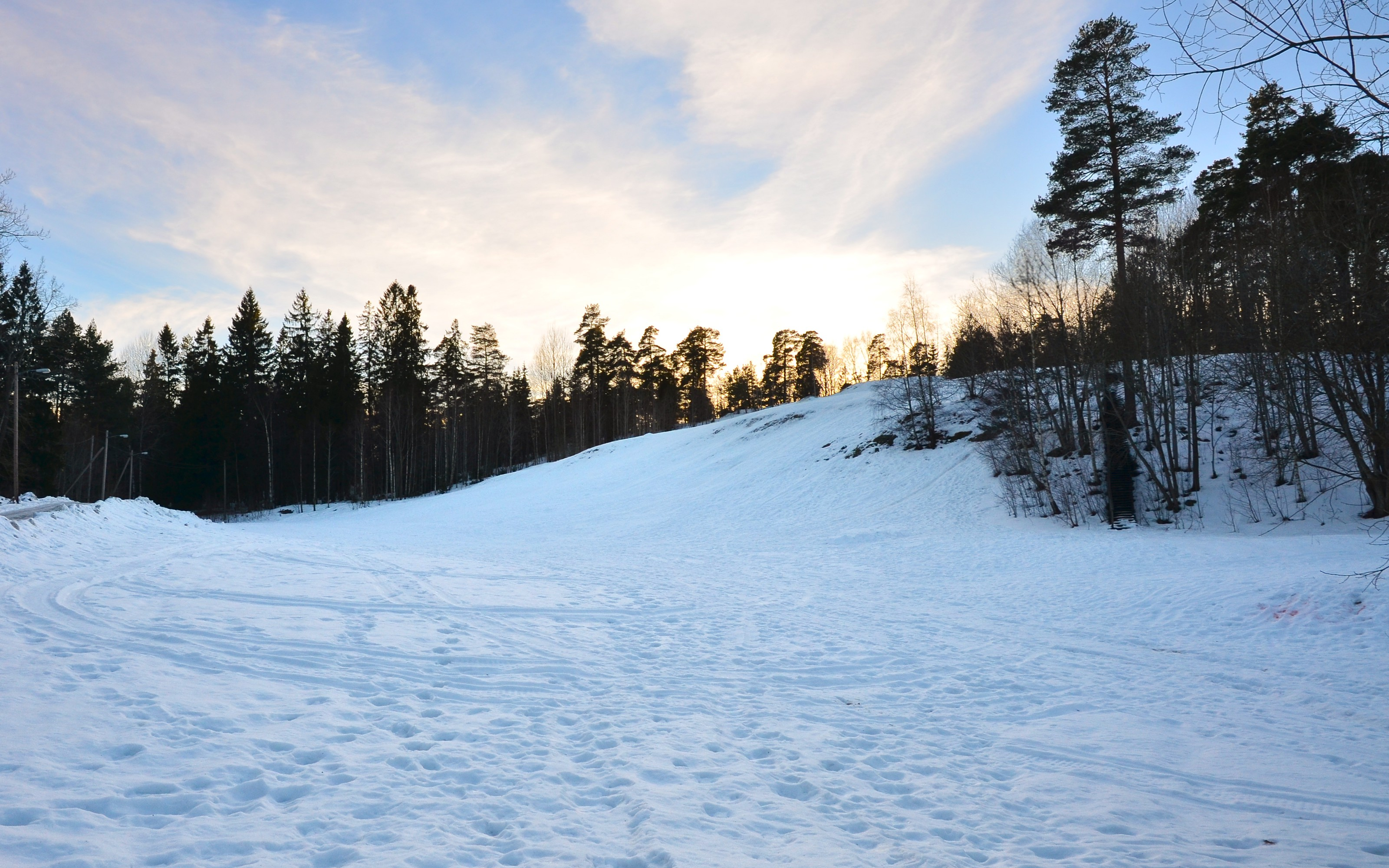
Skidbacken
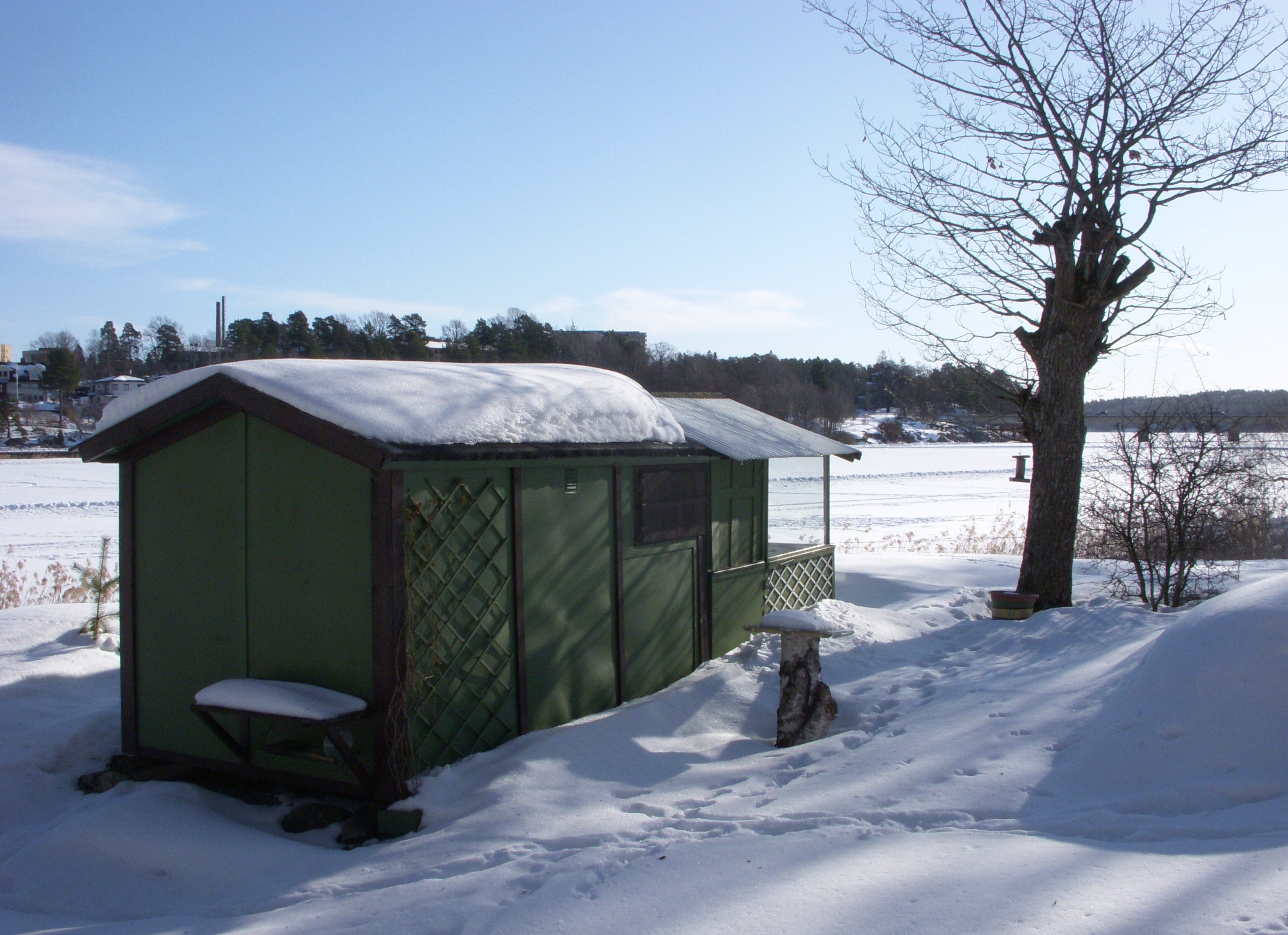
Masonitstuga
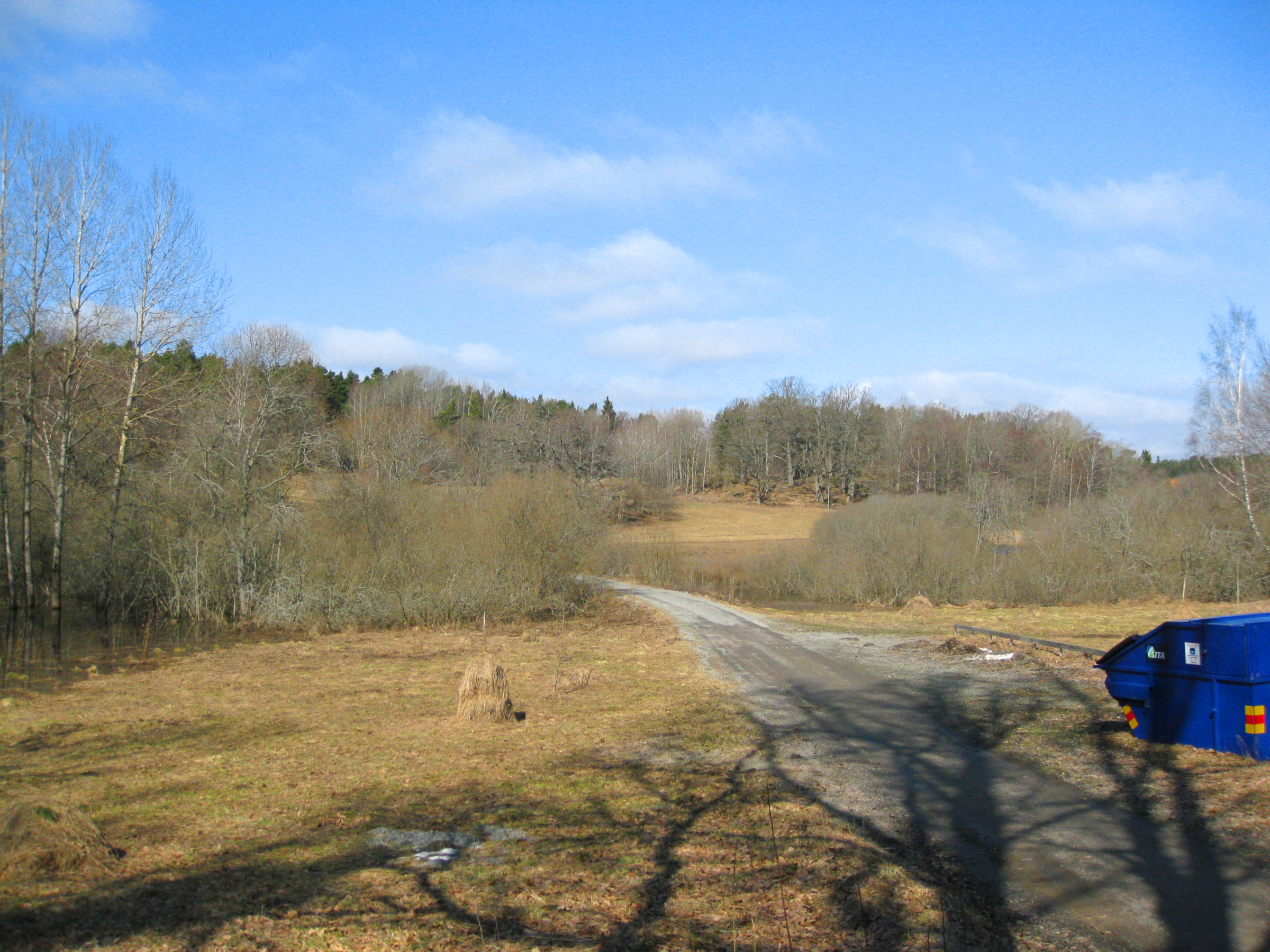
Smalaste delen av näset